# La Posta, Tamaulipas
La Posta är en ort i Mexiko.   Den ligger i kommunen Río Bravo och delstaten Tamaulipas, i den östra delen av landet, 700 km norr om huvudstaden Mexico City. La Posta ligger 31 meter över havet och antalet invånare är 412.
Terrängen runt La Posta är mycket platt. Runt La Posta är det ganska tätbefolkat, med 83 invånare per kvadratkilometer. Närmaste större samhälle är Río Bravo, 12,1 km väster om La Posta. Trakten runt La Posta består till största delen av jordbruksmark.